# Carbrunneria waringi
Carbrunneria waringi är en kackerlacksart som beskrevs av Karlis Princis 1954. Carbrunneria waringi ingår i släktet Carbrunneria och familjen småkackerlackor. Inga underarter finns listade.